# Martinik
Martinik (francouzsky Martinique) je zámořský region a zámořský departement Francie (č. 972), ležící na stejnojmenném ostrově v Karibském moři. Je součástí souostroví Malých Antil a nachází se mezi ostrovy Dominika a Svatá Lucie. Hlavním městem ostrova je Fort-de-France. Ostrov má rozlohu 1128 km², žije zde přibližně 361 tisíc osob. Žije zde 90 % černochů, 5 % bělochů a 5 % jiných etnik. Úředním jazykem je francouzština, používá se zde však i antilská kreolština.

## Historie
Prvními Evropany, kteří narazili na Martinik, byli námořníci Kryštofa Kolumba. 15. června roku 1502 zde námořníci našli jen hrstky karibských indiánů, kteří ostrov nazývali Madinina, tedy ostrov květin. Příliv kolonistů tradiční domorodou kulturu brzy smetl ze světa.
Na počátku 17. století osídlili ostrov francouzští zemědělci. Vylodili se na severozápadě ostrova v roce 1635 pod vedením kapitána d’Esnambue. Tady založili osadu Saint-Pierre, která se brzy stala hlavním městem země. Vzhledem k úrodnosti krajiny začaly nově založené cukrové plantáže velmi prosperovat a bylo potřeba stále více pracovních sil na jejich obdělání. Proto vydal král Ludvík XIII. 31. října 1636 povolení k dovážení otroků z Afriky. Jejich potomci dodnes tvoří většinu martinického obyvatelstva. Kolonizátoři rychle vybudovali několik velkých center obchodu. V roce 1640 vznikl přístav a dnešní hlavní město Fort-de-France. Cukrové plantáže vynášely více a více a bylo tedy třeba rozjet námořní obchod. V roce 1685 byl formulován Colbertův zákon, podle jehož 60 článků se s otroky zacházelo až do roku 1848.
Období mezi lety 1794 až 1815 se neslo ve znamení britské okupace. Britové měli zájem o úrodnou půdu Martiniku, a proto se ji několikrát pokusili ukořistit. Pro obchodníky byla spolupráce s Brity velmi výhodná, protože jim rozšířila odbytiště o britský trh. V roce 1815 byl ostrov znovu předán do rukou Francie. Největší vliv měl v té době francouzský ministr Victor Schoelcher, který v roce 1848 podepsal dekret rušící otroctví. Dodnes je oslavován jako jeden z národních hrdinů.
Zásadní měrou ovlivnila prosperitu ostrova přírodní katastrofa z roku 1902. 8. května zničil výbuch sopky Mont Pelée celé hlavní město Saint Pierre. Katastrofa si vyžádala takřka 30 000 životů. Krátce na to byl hlavním městem uznán přístav Fort-de-France. 19. května 1946 byl Martinik oficiálně uznán francouzským zámořským departementem.
V roce 2007 došlo u ostrova k mohutnému zemětřesení o magnitudě 7,4.

## Symboly
Martinik, francouzské závislé území, užívá vedle francouzských symbolů i své vlastní.

### Vlajka
Martinická vlajka je tvořena listem o poměru stran 2:3 a dvěma vodorovnými pruhy, zeleným a černým, u žerdi je červený klín sahající do poloviny délky vlajky.

## Geografie
Ostrov měří přibližně 65 km ve směru sever-jih a 27 km ve směru západ-východ. Stejně jako ostatní ostrovy Malých Antil, i Martinik leží v oblasti s výskytem seismických jevů. Povrch je hornatý, ostrov je vulkanického původu. Z geologického hlediska je starší jižní polovina ostrova, která je v porovnání se severní části sušší, rovinatější. V severní části, se strmými svahy, se nachází dosud aktivní sopka Mont Pelée (1 397 m n. m.) a pohoří Pitons du Carbet. Klima Martiniku je tropické se dvěma hlavními obdobími: od července do listopadu období dešťů, a od ledna do poloviny dubna období sucha.
Celkem 139 km² z plochy ostrova je od roku 2023 součástí světového dědictví UNESCO pod názvem „Sopky a lesy Mont Pelée a Pitons severního Martiniku“. V celosvětovém měřítku představují Mount Pelée a Pitons du Carbet a jejich vegetační pokryv jedinečnou reprezentativní ukázku vulkanických procesů a také lesních typů. Erupce Mount Pelée z roku 1902 je považována za nejsmrtelnější sopečnou událost 20. století a je významnou událostí v historii vulkanologie. V kontinuu lesního porostu od mořského pobřeží k vrcholkům sopek jsou zastoupeny všechny lesní typy Malých Antil, roste zde řada rozmanitých endemických rostlin. Chráněná oblast je domovem celosvětově ohrožených druhů, jako je pralesnička kaňonová (Allobates chalcopis) a trupiál martinický (Icterus bonana).

## Správa ostrova
Nejvyšším správním orgánem ostrova je 51členný Assemblée de Martinique (parlament), který byl ustanoven 1. ledna 2016 a který spravuje záležitosti jak na úrovni regionu, tak i departementu. Přenesení regionálních a departementních pravomocí na tento parlament znamená, že v rámci administrativně-správního dělení Francouzské republiky má Martinik postavení tzv. collectivité territoriale unique (volný český překlad jednotné územní společenství).
Administrativně je ostrov rozdělen do 4 arrondisementů, které se dále dělí na 34 obcí. Arrondisementy slouží především k administraci voličů a statistice a nemají žádné zastupitelstvo, zatímco obce jsou samosprávné s voleným zastupitelstvem (obecní rada). Do reformy kantonů v roce 2014 existovalo na ostrově 45 kantonů.
| Kód  | Arrondisement  | Obyvatelstvo | Rozloha (km²) | Počet obcí | Arrondisementy Martiniku |
| ---- | -------------- | ------------ | ------------- | ---------- | ------------------------ |
| 9721 | Fort-de-France | 165 494      | 171           | 4          | Arrondisementy Martiniku |
| 9722 | La Trinité     | 85 529       | 338           | 10         | Arrondisementy Martiniku |
| 9723 | Le Marin       | 121 698      | 409           | 12         | Arrondisementy Martiniku |
| 9724 | Saint-Pierre   | 23 683       | 210           | 8          | Arrondisementy Martiniku |

Hlavou Martiniku, který je plnoprávnou součástí Francie, je francouzský prezident. Martinik má 4 zástupce v dolní komoře francouzského parlamentu (Národní shromáždění) a 2 v horní komoře (Senát). Ostrov je jedním z nejvzdálenějších regionů Evropské unie.

## Galerie

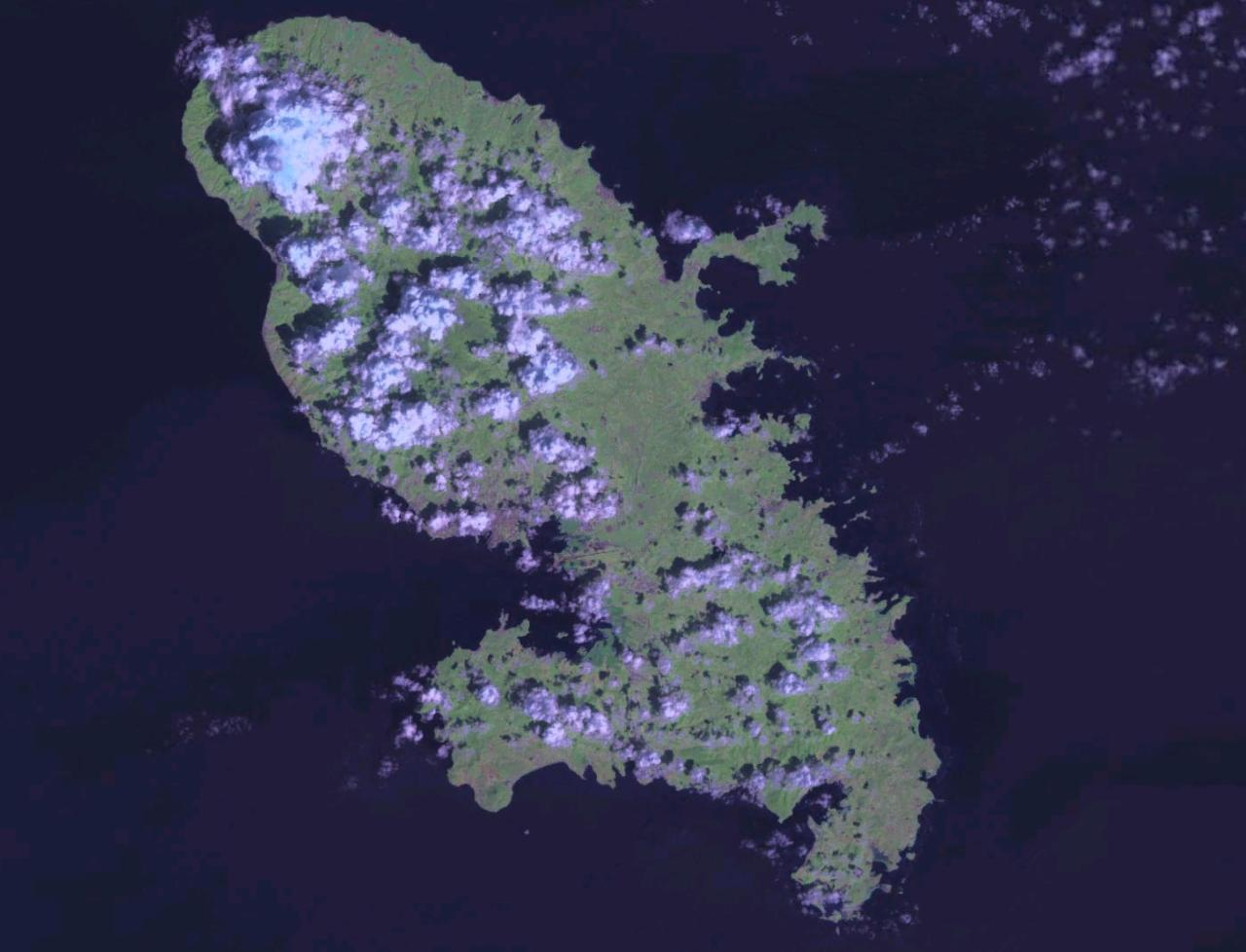
Satelitní snímek ostrova
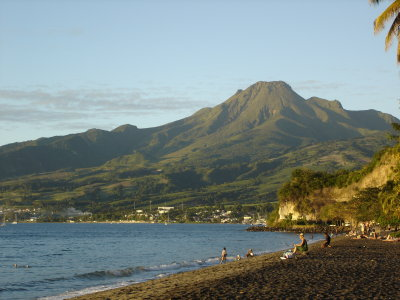
Mont Pelée nejvyšší bod ostrova
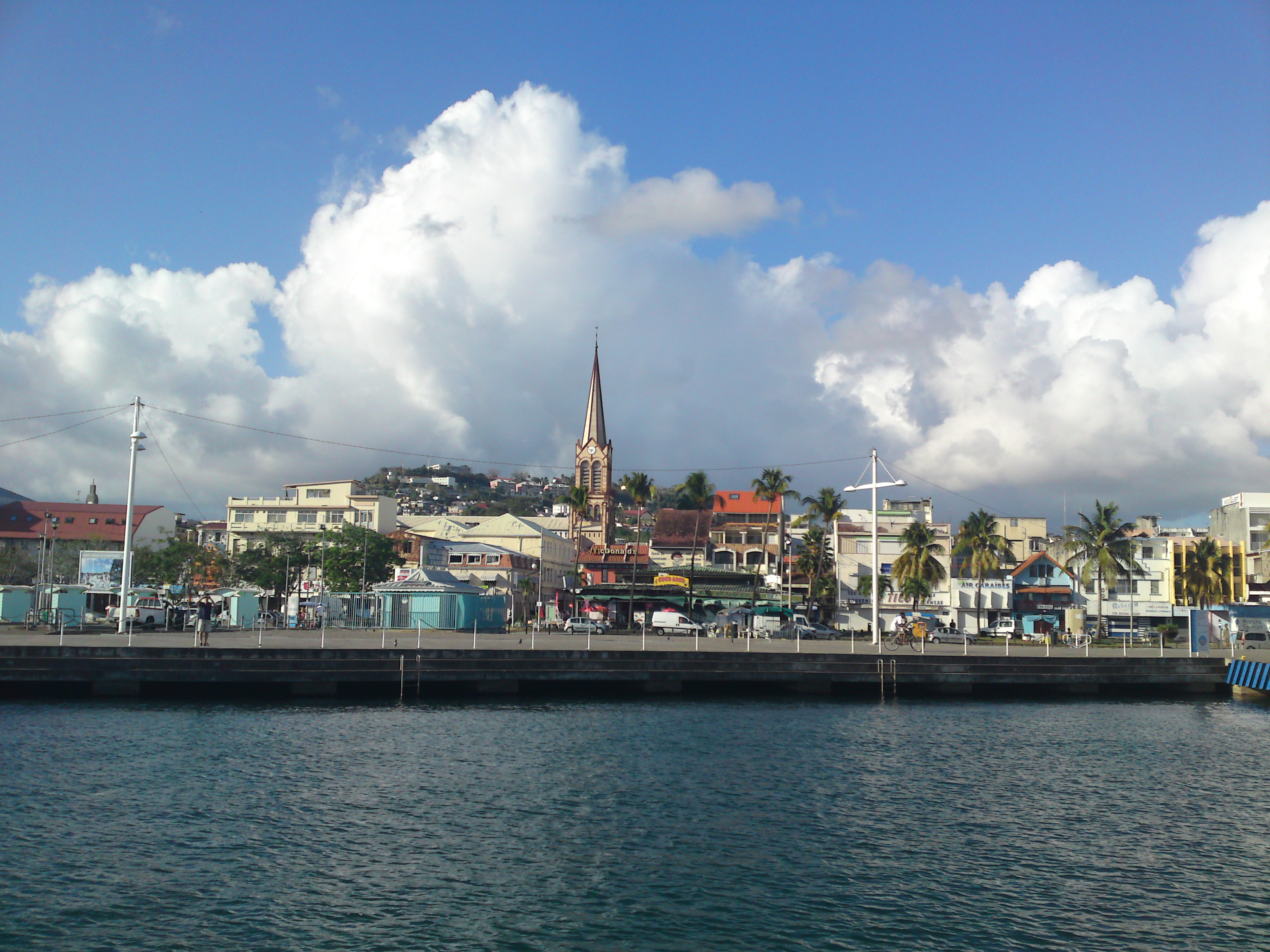
Hlavní město
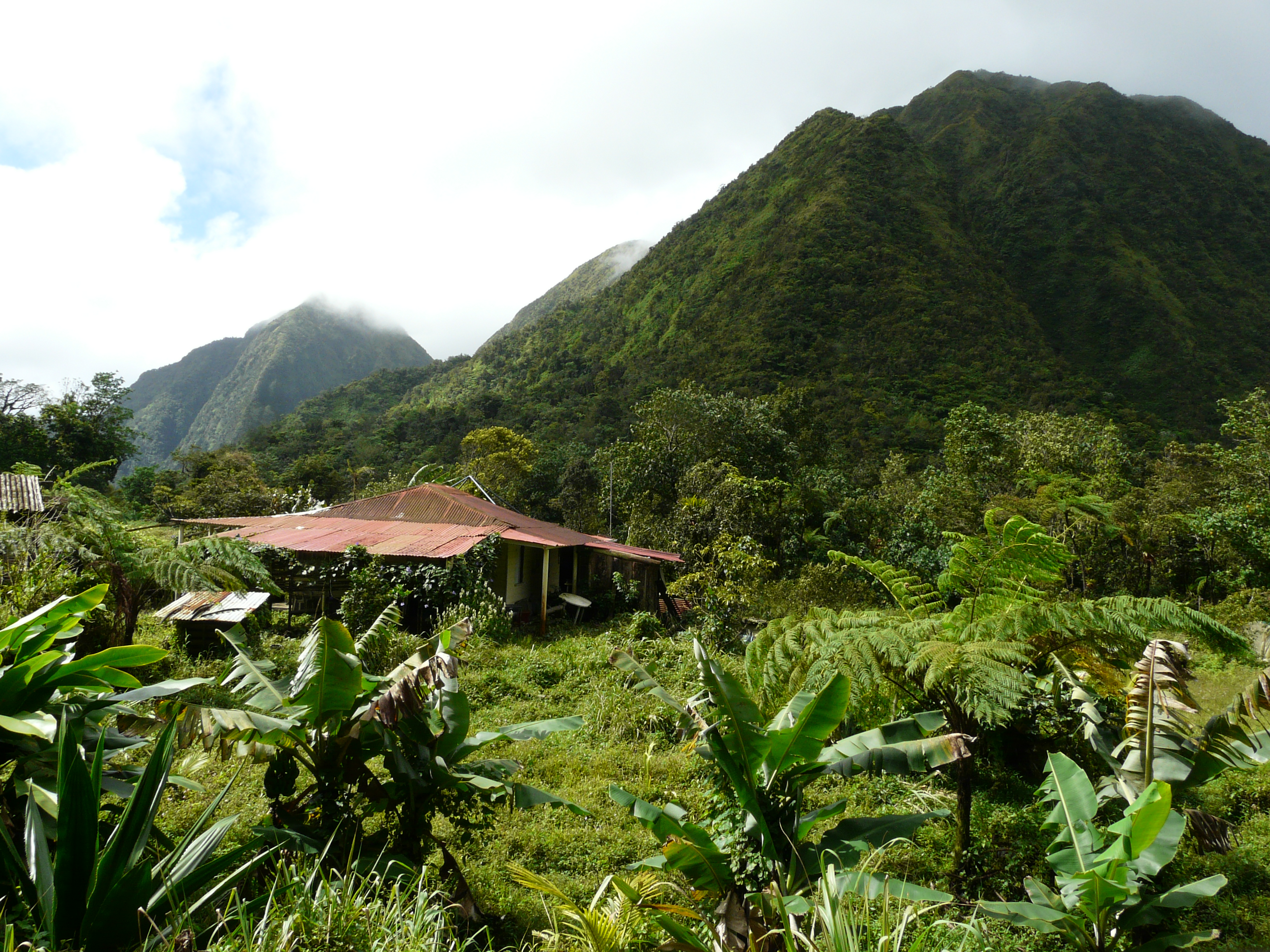
Pitons du Carbet